# Japanse kampioenschappen schaatsen afstanden 2019 - Massastart mannen
De massastart mannen op de Japanse kampioenschappen schaatsen afstanden 2019 werd gereden op zaterdag 27 oktober 2018 in het ijsstadion M-Wave in Nagano.

## Uitslag
| #      | Schaatser          | Ronden | Punten | Punten | Punten | Punten | Punten | Tijd    |
| #      | Schaatser          | Ronden | Sp 1   | Sp 2   | Sp 3   | Sp 4   | Totaal | Tijd    |
| ------ | ------------------ | ------ | ------ | ------ | ------ | ------ | ------ | ------- |
| Goud   | Seitaro Ichinohe   | 16     |        | 1      | 2      | 60     | 63     | 8.47,84 |
| Zilver | Ryosuke Tsuchiya   | 16     |        |        | 3      | 40     | 43     | 8.48,52 |
| Brons  | Masahito Oobayashi | 16     | 3      | 3      | 1      | 20     | 27     | 8.52,52 |
| 4      | Nichika Endo       | 16     |        |        |        | 10     | 10     | 8.54,81 |
| 5      | Takuzo Ootake      | 16     | 2      | 2      |        | 6      | 6      | 8.56,06 |
| 6      | Riku Ootsuki       | 16     |        |        |        |        | 4      | 8.58,86 |
| 7      | Katsuya Shinohara  | 16     |        |        |        | 3      | 3      | 8.56,11 |
| 8      | Housei Hashimoto   | 16     |        |        |        |        | 0      | 9.00,84 |
| 9      | Ryuusuke Endo      | 16     |        |        |        |        | 0      | 9.01,12 |
| 10     | Hiro Daimon        | 16     |        |        |        |        | 0      | 9.04,11 |
| 11     | Yuutaro Mouri      | 13     | 1      |        |        |        | 1      | n/a     |

## Wereldbekerkwalificatie
De volgende rijders hebben zich gekwalificeerd voor de wereldbekers:
| #      | Schaatser        | 1. Obihiro | 2. Tomakomai | 3. Tomaszów Mazowiecki   | 4. Heerenveen |
| ------ | ---------------- | ---------- | ------------ | ------------------------ | ------------- |
| 1      | Ryosuke Tsuchiya | X          | X            | massastart niet verreden | X             |
| 2      | Shane Williamson | X          | X            | massastart niet verreden | X             |
| 3      | Seitaro Ichinohe | reserve    | reserve      | massastart niet verreden | reserve       |
| Totaal | Totaal           | 2          | 2            |                          | 2             |